# ساوند هورايزون
ساوند هورايزون هي فرقة موسيقية يابانية للملحن ريفو، يصف الأعضاء أنفسهم ك''فرقة خيالية''. فأصدروا أعمال كلاسيكية المباشرة، وأغانيهم تدور حول أحداث تاريخية في أغلب الأحيان وقصص حواري كلاسيكي.

## الحبكة
بدأ ريفو يصدر إنتاجات موسيقاه على الانترنت على موقع ويبه في أواخر التسعينيات. ففي سنة 2001 ساوند هورايزون شاركت في السوق الهزلية كجزء من دائرة موسيقى دوجين وأصدرت قرص مدمج قصتهم الأولى، (قرص مدمج ذو دور فعال جدا) بالرواية العرضية وجوقة وخلفيات وتأثيرات صوتية. الإدراج الغناء الفعلي بدأ الإصدار الثاني (Thanatos). وأعمالهم اللاحقة أصدرت في السوق الهزلية وM3.
تم العمل الرئيسي الأول في عام 2002، مع الألبوم Elysion ~Rakuen e no Zensōkyoku~ (حرفيا. Elysion ~Prelude to Paradise~). أغنيتهم الطويلة الأولى، "Shōnen wa Tsurugi o..."، الذي أصدر عام 2006، يتضمن «Shūtan no Ou to Isekai no Kishi ~الهند & الفرسان~»، الموضوع لبلاي ستيشن 2 المحاكات PRG حروب الفوضى، و «Kamigami ga Aishita Rakuen جزيرة بيل~»، الشارة الافتتاحية لعبة تقمص الأدوار كثيفة اللاعبين على الإنترنت.

## التسجيل

### ألبومات دوجين
| السنة | تفاصيل الألبوم                            |
| ----- | ----------------------------------------- |
| 2001  | Chronicle - إصدار: 30 ديسمبر 2001         |
| 2002  | Thanatos - إصدار: 11 أغسطس 2002           |
| 2002  | Lost - إصدار: 30 ديسمبر 2002              |
| 2003  | Pico Magic - إصدار: 4 ماي 2003            |
| 2003  | Pico Magic Reloaded - إصدار: 17أغسطس 2003 |
| 2004  | Chronicle 2nd - إصدار: 19 ماي 2004        |

### ساوند هورايزون الإصدارات الرئيسية

#### الألبومات
| السنة | تفاصيل الألبوم |
| ----- | --- |
| 2004  | Elysion ~Rakuen e no Zensōkyoku~Elysion ～楽園への前奏曲～ (Elysion ~Prelude to Paradise~) - إصدار: 27 أكتوبر 2004                      |
| 2005  | Elysion ~Rakuen Gensō Monogatari Kumikyoku~Elysion ～楽園幻想物語組曲～ (Elysion ~Paradise Fantasy Story Suite~) - إصدار: 13 أبريل 2005 |
| 2006  | Roman - إصدار: 22 نوفمبر 2007 |
| 2008  | Moira - إصدار: 3 سيبتمبر 2008 |
| 2010  | Märchen - إصدار: 15 ديسمبر 2010 |
| 2012  | Chronology [2005-2010] - إصدار: 3 أبريل 2012                                                                                            |
| 2015  | Nein - إصدار: 22 أبريل 2015 |

### لنكد هورايزون

#### الألبومات
| السنة | تفاصيل الألبوم                                                                          |
| ----- | --------------------------------------------------------------------------------------- |
| 2012  | Luxendarc Daikikō ルクセンダルク大紀行 (Rukusendaruku Daikikō) - إصدار: 19 سيبتمبر 2012 |
| 2017  | Shingeki no Kiseki 進撃の軌跡 (Shingeki no Kiseki) - إصدار: 17 ماي 2017                 |

#### الأغاني
| السنة | العنوان                                                                                  |
| ----- | ---------------------------------------------------------------------------------------- |
| 2012  | "Luxendarc Shokikō"ルクセンダルク小紀行 ("Rukusendaruku Shokikō") - إصدار: 22 أغسطس 2012 |
| 2013  | "Jiyū e no Shingeki"自由への進撃 ("March to Freedom") - إصدار: 3 يونيو 2013              |

#### أخرون
| السنة | العنوان |
| ----- | --- |
| 2012  | Bravely Default: Flying Fairy الموسيقى التصويرية ブレイブリーデフォルト フライングフェアリー オリジナル・サウンドトラック (Bureiburī Deforuto Furaingu Fearī Orijinaru Saundotorakku) - إصدار: 10 أكتوبر 2012 |
| 2015  | "Youth is Like Fireworks"青春は花火のように ("Seishun wa Hanabi no Yō ni") - إصدار: 5 أكتوبر 2015 |